# Циплешть
Циплешть (рум. Țiplești) — село у Синжерейському районі Молдови. Входить до складу комуни, адміністративним центром якої є село Алексендрень.

## Населення
За даними перепису населення 2004 року у селі проживала 801 особа.
Національний склад населення села:
| Національність       | Кількість осіб | Відсоток |
| -------------------- | -------------- | -------- |
| молдавани            | 797            | 99,5%    |
| росіяни              | 2              | 0,2%     |
| українці             | 1              | 0,1%     |
| інша / без відповіді | 1              | 0,1%     |
| Всього               | 801            | 100%     |